# 勞倫斯 (紐約州拿騷縣)
勞倫斯（英語：Lawrence）是位於美國紐約州拿騷縣的村。

## 人口
根據2020年美國人口普查的數據，勞倫斯的面積為12.01平方千米，當中陸地面積為9.63平方千米，而水域面積為2.38平方千米。當地共有人口6809人，而人口密度為每平方千米567人。